# Kabinett Emil Jónsson

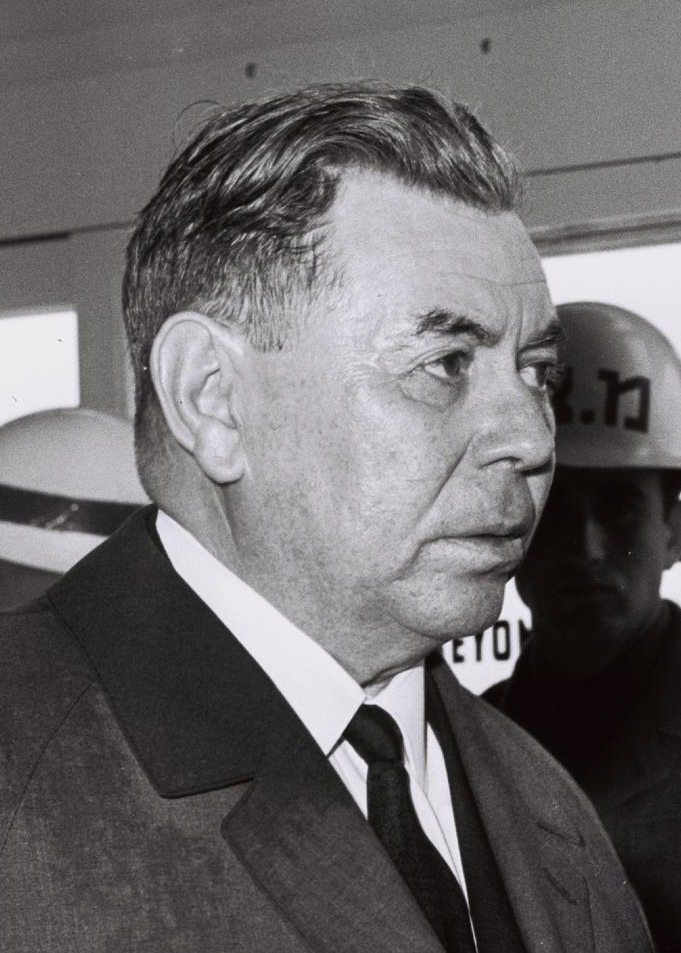
Emil Jónsson war von 1958 bis 1959 Premierminister von Island

Das Kabinett Emil Jónsson war eine Regierung der am 17. Juni 1944 ausgerufenen Demokratischen Republik Island (isländisch Lýðveldið Ísland). Es wurde am 23. Dezember 1958 gebildet und löste das Kabinett Hermann Jónasson V ab. Es blieb bis zum 20. November 1959 im Amt, woraufhin es vom Kabinett Ólafur Thors V abgelöst wurde. 
Dem Kabinett gehörten ausschließlich Mitglieder der Sozialdemokratischen Partei Islands (Alþýðuflokkurinn) an.

## Regierungsmitglieder
| Amt                                | Amtsinhaber              | Beginn der Amtszeit | Ende der Amtszeit |
| ---------------------------------- | ------------------------ | ------------------- | ----------------- |
| Premierminister                    | Emil Jónsson             | 23. Dezember 1958   | 20. November 1959 |
| Außenminister                      | Guðmundur Í. Guðmundsson | 23. Dezember 1958   | 20. November 1959 |
| Finanzminister                     | Guðmundur Í. Guðmundsson | 23. Dezember 1958   | 20. November 1959 |
| Justizminister und Kirchenminister | Friðjón Skarphéðinsson   | 23. Dezember 1958   | 20. November 1959 |
| Sozialminister                     | Friðjón Skarphéðinsson   | 23. Dezember 1958   | 20. November 1959 |
| Landwirtschaftsminister            | Friðjón Skarphéðinsson   | 23. Dezember 1958   | 20. November 1959 |
| Bildungsminister                   | Gylfi Þ. Gíslason        | 23. Dezember 1958   | 20. November 1959 |
| Minister für Handel und Industrie  | Gylfi Þ. Gíslason        | 23. Dezember 1958   | 20. November 1959 |